# Pećinski distrikt
Peqinski distrikt (albanski: Rrethi i Peqinit) je jedan od 36 distrikata u Albaniji, dio Elbasanskog okruga. Po procjeni iz 2004. ima oko 33.000 stanovnika, a pokriva područje od 191 km². 
Nalazi se u središnjem dijelu zemlje, a sjedište mu je grad Peqin. Distrikt se sastoji od sljedećih općina:
- Gjoçaj
- Karinë
- Pajovë
- Peqin
- Përparim
- Shezë